# Karlo Feliks
Karlo Feliks (tal. Carlo Felice) (Torino, 6. travnja 1765. – Torino, 27. travnja 1831.), sardinski kralj od 1821. do 1831. godine. Kao najmlađi od sinova Viktora Amadea III., naslijedio je svoga brata Viktora Emanuela I.  koji je abdicirao s prijestolja. Kao ni njegova braća, ni on nije ostavio muškog potomka zbog čega je kraljevska kruna prešla na dinastiju Savoja-Carignano, mlađi ogranak Savojske dinastije.

## Životopis
Preuzeo je prijestolje u vrijeme revolucionarnih nemira tijekom kojih je građanstvo zahtijevalo novi ustav. Revolucija je ugušena intervencijom austrijske vojske, nakon čega je Karlo Feliks vladao apsolutistički sljedećih deset godina.
Budući da ni on, ni njegova braća nisu ostavili muško potomstvo, bio je posljednji vladar iz glavne loze Savojske dinastije. Poslije smrti, naslijedio ga je rođak, Karlo Albert, iz bočne grane dinastije.